# Fallen Leaves
Fallen Leaves - 3 singel z płyty Billy Talent II Wydany 19 listopada 2006 r. Jest uznawany za największy hit w dorobku kanadyjskiej grupy Billy Talent.

## Lista utworów
UK 5" Single
1. Fallen Leaves (Album Version)
2. Fallen Leaves (Live At MTV Campus Invasion Germany)
3. Prisoner Of Today (Album Version)
4. Perfect World (Demo)

## Miejsca na listach
| Chart (2006/2007)          | Peak position |
| -------------------------- | ------------- |
| Billboard Canadian Hot 100 | 44            |
| Canadian BDS Airplay Chart | 29            |
| Canadian Singles Chart     | 1             |
| UK Singles Chart           | 65            |
| German Singles Charts      | 35            |